# دانلپ (آیووا)
دانلپ (به انگلیسی: Dunlap) شهری در ایالت آیووا کشور ایالات متحده آمریکا است که جمعیت آن در سرشماری سال ۲۰۱۰ میلادی، ۱٬۰۴۲ نفر بوده‌است.